# Corrèze (Corrèze)
Corrèze település Franciaországban, Corrèze megyében. Lakosainak száma 1173 fő (2022. január 1.). Corrèze Bar, Eyrein, Gimel-les-Cascades, Meyrignac-l’Église, Orliac-de-Bar, Saint-Priest-de-Gimel, Sarran és Vitrac-sur-Montane községekkel határos.

## Népesség
A település népességének változása:
| Lakosok száma | 1576 | 1340 | 1145 | 1175 | 1116 | 1122 | 1128 | 1140 | 1151 | 1173 |
|               | 1968 | 1982 | 1990 | 2006 | 2013 | 2015 | 2017 | 2019 | 2020 | 2022 |